# Cantó de Malzéville
El cantó de Malzéville és un cantó francès del departament de Meurthe i Mosel·la, situat al districte de Nancy. Té 11 municipis i el cap és Malzéville.

## Municipis
- Agincourt
- Amance
- Bouxières-aux-Chênes
- Bouxières-aux-Dames
- Brin-sur-Seille
- Custines
- Dommartin-sous-Amance
- Eulmont
- Laître-sous-Amance
- Lay-Saint-Christophe
- Malzéville

## Història
| Data d'elecció                           | Identitat         | Partit | Qualitat |
| ---------------------------------------- | ----------------- | ------ | -------- |
| 1997-                                    | Jean-Paul Bolmont | PS     |          |
| les dades anteriors no són pas conegudes |                   |        |          |
|                                          |                   |        |          |

## Demografia
| A partir de 1990: Població sense dobles comptes |